# Mirninsky (huyện)
Huyện Mirninsky (tiếng Nga: Ми́рнинский  райо́н) là một huyện hành chính tự quản (raion), của Cộng hòa Sakha, Nga. Huyện có diện tích 162638 km², dân số thời điểm ngày 1 tháng 1 năm 2000 là 44100 người. Trung tâm của huyện đóng ở Mirnyy.